# Distrito de Goa del Norte
Goa del Norte (en hindi; उत्तर गोआ जिला) es un distrito de India, en el estado de Goa. Comprende una superficie de 1 736 km². El centro administrativo es la ciudad de Panaji.

## Demografía
Según el censo de 2011, contaba con una población total de 817 761 habitantes.